# Ivan Ogareff
Ivan Ogareff est le personnage noir du roman de Jules Verne Michel Strogoff.

## Le personnage
Officier russe très intelligent, mais rétif à la discipline et d'une ambition démesurée. Cassé de son grade par le Grand Duc Dimitri pour avoir comploté, il a été exilé en Sibérie. Gracié par le Tsar, il est revenu en Russie. Le début du roman le voit franchir à nouveau les monts Oural, pour soulever les tribus tartares des provinces sibériennes contre l'autorité impériale. Voyageant au milieu d'une troupe de bohémiens, parmi lesquels il a retrouvé Sangarre, sa maîtresse et son âme damnée, il avance à la rencontre de Féofar-Khan, le chef des tatars. Fomentant une invasion de la Russie asiatique, il coupe ensuite les communications entre la Sibérie occidentale et la Sibérie orientale, et a pour projet d'atteindre Irkoutsk afin de se mettre au service du Grand Duc, qui ne l'a jamais vu. Son but : tuer le frère du Tsar, responsable de sa disgrâce et livrer la ville aux hordes tatars.  
Le maître du Kremlin, pour parer à ce danger, a de son côté envoyé un messager à Irkoutsk  : Michel Strogoff, qui doit passer incognito entre les lignes ennemies.  
La première rencontre d'Ivan Ogareff et de Strogoff, qui voyage sous le nom de Nicolas Korpanoff, se situe à un relais de poste où Ogareff exige les chevaux déjà retenus par le courrier du Tsar. Il provoque ce dernier en le frappant pour qu'il se batte. Mais Strogoff, pour protéger son incognito, refuse le combat et se résigne à céder l'attelage à son ennemi.
Ogareff identifie parmi des prisonniers capturés par les Tatars, Marfa, la mère de Strogoff, qu'il sait être le messager envoyé par le Tsar. Sachant que ce dernier fait également partie des captifs, il élabore un terrible stratagème pour que le messager se trahisse de lui-même. Il réunit les prisonniers et menace de donner le knout à sa mère sous leurs yeux. Michel Strogoff arrache le fouet des mains du traître et lui en zèbre le visage. Sous le coup de la colère, il a dévoilé sa véritable identité. Fou de rage, Ogareff condamne le jeune courrier à avoir les yeux brûlés. Il s'est emparé du message que porte Strogoff et décide de se présenter au Grand Duc à Irkoutsk comme étant l'envoyé du Tsar lui-même. La manœuvre semble réussir. Les troupes de Féofar-Khan assiègent la ville. C'est alors, à la dernière minute, qu'un homme se dresse devant Ogareff : Michel Strogoff. Croyant son adversaire atteint de cécité, il entrevoit une issue facile au combat. Mais, au fur et à mesure que le duel se prolonge, il s'aperçoit que Strogoff n'est pas aveugle. Finalement, il tombe mortellement blessé par l'homme dont il pensait n'avoir plus rien à craindre.
Ivan Ogareff est âgé d'une quarantaine d'années. C'est un homme grand et robuste, à la tête forte et aux larges épaules. Il porte d'épaisses moustaches raccordées à ses favoris. Il se montre souvent impérieux et brutal, fourbe et rusé, et cruel. Il possède cependant une audace et un courage à toute épreuve. C'est la lecture plus positive qu'en fera la mini-série de 1975 "Michel Strogoff", en faisant d'Ivan Ogareff, non l'archétype du traître, mais un opposant au régime tsariste, en mal d'apporter l'indépendance au peuple tatar dont il est (à moitié) issu.

## Citations

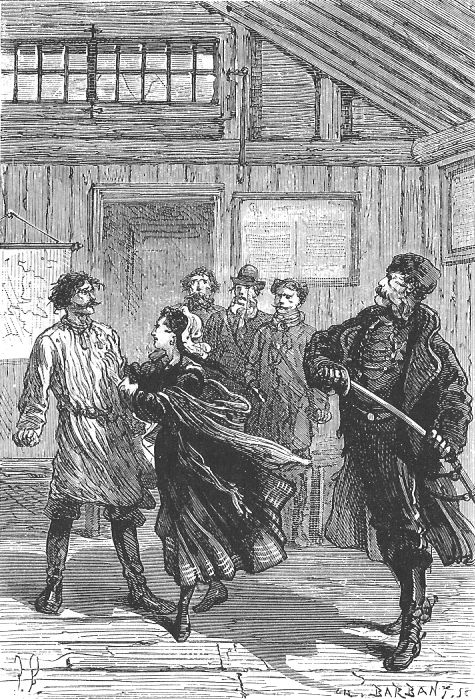
Ivan Ogareff frappant Michel Strogoff…

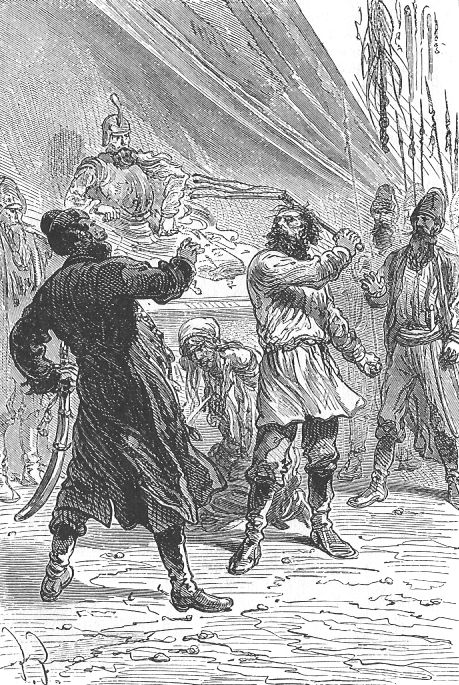
…Michel Strogoff frappant Ivan Ogareff. Entre ces deux hommes, coup pour coup.

- « Ivan Ogareff s'approcha lentement de Michel Strogoff, qui le sentit venir et se redressa.

Ivan Ogareff tira de sa poche la lettre impériale, il l'ouvrit, et, par une suprême ironie, il la plaça devant les yeux éteints du courrier du czar, disant :
« Lis, maintenant, Michel Strogoff, lis, et va redire à Irkoutsk ce que tu auras lu! Le vrai courrier du czar, c'est Ivan Ogareff!  ».
- « Celui-ci, fou de rage et de terreur en face de cette vivante statue, arrêta ses regards épouvantés sur les yeux tout grands ouverts de l'aveugle. Ces yeux qui semblaient lire jusqu'au fond de son âme et qui ne voyaient pas, qui ne pouvaient pas voir, ces yeux opéraient sur lui une sorte d'effroyable fascination.

Tout à coup, Ivan Ogareff jeta un cri. Une lumière inattendue s'était faite dans son cerveau.
« Il voit, s'écria-t-il, il voit!… ».

## Commentaires
- François Angelier note le côté protéiforme du personnage, tour à tour « bohémien, noble irascible, Strogoff lui-même »[4]

## Cinéma
- Acteurs ayant interprété le rôle d'Ivan Ogareff dans les différentes versions cinématographiques du roman :
  - 1914 - Daniel Makarenko dans le film de Lloyd B. Carleton
  - 1926 - Acho Chakatouny dans le film de Victor Tourjanski
  - 1936 - Alexander Golling (en) dans le film de Richard Eichberg
  - 1936 - Charles Vanel dans le film de Jacques de Baroncelli
  - 1937 - Akim Tamiroff dans le film de George Nichols Jr.
  - 1956 - Henri Nassiet dans le film de Carmine Gallone
  - 1970 - Hiram Keller dans le film d'Eriprando Visconti
  - 1975 - Valerio Popesco dans une mini-série
  - 1999 - Hardy Krüger Jr. dans un téléfilm de Fabrizio Costa

## Théâtre
- Le personnage réapparait naturellement dans la pièce de Verne et d'Adolphe Dennery tirée du roman et représentée pour la première fois au Théâtre du Châtelet le 17 novembre 1880[5]. Le rôle est tenu alors par l'acteur Paul Deshayes[6].